# 印度革新
印度革新（Indovation）或譯印度革命，指的是印度政府和企業在相對稀少、有差異性資源的前提下，用最經濟和可持續性的方式服務最多的人群，這一連串問題的解決過程即稱為印度革新。例如塔塔汽車、塔塔淨水器、德維·謝蒂的心臟護理醫院、印度太陽能照明公司的消費者太陽能照明改用方案等都是印度革新的典型案例。
印度革新這一概念是由英國劍橋大學印度與全球商業中心常務理事納維·拉朱在2009年2月提出。在為時數月的實地考察後，印度與全球商業中心架設「Indovations.net」網站介紹印度與其它地區的「印度革新」案例。2009年11月10日，納維·拉朱在世界經濟論壇的印度經濟峰會上引介Indovations.net，並以「創造下一個印度革新」為題召開小組討論。
英國《金融時報》曾發表兩篇專文描述印度革新對印度和世界各地的影響。亞洲協會在2010年於舊金山、紐約、香港、孟買、新德里等地召開一系列「INDOvations」小組討論，探討這項來自新興市場的創新之舉。不論已開發國家或開發中國家都能從印度革新的經驗中獲得改進靈感，以期推動經濟實惠、可持續性的服務，進而革新社會和文化。

## 外部連結
- Indovations.net（英文）